# Symphoromyia
Genre
Symphoromyia est un genre d'insectes diptères de la famille des Rhagionidae.

## Classification
Le genre Symphoromyia a été créé en 1867 par le naturaliste autrichien Georg von Frauenfeld (1807-1873).

## Description
Symphoromyia est un genre de mouches bécassines prédatrices. Fait inhabituel pour les Raghionides, certaines espèces de Symphoromyia sont connues pour se nourrir de sang de mammifères, y compris de sang humain. Les espèces de Symphoromyia sont des mouches au corps robuste de 4,5 à 9 mm et avec un thorax noir, gris ou doré, et l'abdomen est de couleur grise, noire ou à la fois noire et jaune, noire se terminant par du jaune, à complètement jaune. Les ailes sont hyalines ou légèrement infusées.

## Étymologie
Le nom générique, Symphoromyia, dérive du grec ancien συμφορία, symphoría, « calamité, fléau » et μυῖα, muĩa, « mouche ».

## Liste d'espèces
- Symphoromyia algens Leonard, 1931[2]
- Symphoromyia atripes Bigot, 1887[3]
- Symphoromyia barbata Aldrich, 1915[4]
- Symphoromyia cervivora Turner & Chillcott, 1973[5]
- Symphoromyia cinerea Johnson, 1903[6]
- †Symphoromyia clerci Ngô-Muller & Nel, 2020[7]
- Symphoromyia crassicornis (Panzer, 1808)[8]
- Symphoromyia cruenta Coquillett, 1894[9]
- Symphoromyia currani Leonard, 1931[2]
- †Symphoromyia evecta (Meunier, 1910)[10]
- †Symphoromyia examinata (Meunier, 1910)[10]
- †Symphoromyia exigua (Meunier, 1910)[10]
- Symphoromyia fulvipes Bigot, 1887[3]
- Symphoromyia hirta Johnson, 1897[11]
- Symphoromyia immaculata (Meigen, 1804)[12]
- Symphoromyia inconspicua Turner & Chillcott, 1973[5]
- Symphoromyia incorrupta Yang, Yang & Nagatomi, 1997[13]
- Symphoromyia inquisitor Aldrich, 1915[4]
- Symphoromyia johnsoni Coquillett, 1894[9]
- Symphoromyia kincaidi Aldrich, 1915[4]
- Symphoromyia limata Coquillett, 1894[9]
- Symphoromyia liupanshana Yang, Dong & Zhang, 2016[14]
- †Symphoromyia marginata Théobald, 1937[15]
- Symphoromyia melaena (Meigen, 1820)[16]
- Symphoromyia montana Aldrich, 1915[4]
- Symphoromyia nana Turner & Chillcott, 1973[5]
- Symphoromyia nigripilosa Yang, Dong & Zhang, 2016[14]
- Symphoromyia pachyceras Williston, 1886[17]
- Symphoromyia pallipilosa Yang, Dong & Zhang, 2016[14]
- Symphoromyia pilosa Aldrich, 1915[4]
- Symphoromyia plagens Williston, 1886[17]
- Symphoromyia pleuralis Curran, 1930[18]
- Symphoromyia plumbea Aldrich, 1915[4]
- Symphoromyia pullata Coquillett, 1894[9]
- Symphoromyia sackeni Aldrich, 1915[4]
- Symphoromyia securifera Coquillett, 1904[19]
- Symphoromyia sinensis Yang & Yang, 1997[13]
- Symphoromyia spitzeri Chvála, 1983[20]
- †Symphoromyia subtrita Cockerell, 1911[21]
- †Symphoromyia succini Paramonov, 1938[22]
- †Symphoromyia tertiarica Paramonov, 1938[22]
- Symphoromyia trivittata Bigot, 1887[3]
- Symphoromyia trucis Coquillett, 1894[9]
- Symphoromyia truncata Turner, 1973[5]
- Symphoromyia varicornis (Loew, 1872)[23]

## Espèces fossiles
Selon la Paleobiology Database en 2023, le nombre d'espèces fossiles est de huit :
- †Symphoromyia clerci Ngô-Muller and Nel, 2020
- †Symphoromyia eocenica Nel et al., 2016
- †Symphoromyia evecta Meunier, 1910
- †Symphoromyia examinata Meunier, 1910
- †Symphoromyia marginata Théobald, 1937
- †Symphoromyia subtrita Cockerell, 1911
- †Symphoromyia succini Paramonov, 1938
- †Symphoromyia tertiarica Paramonov, 1938

## Galerie

Quelques espèces vivantes du genre Symphoromyia.
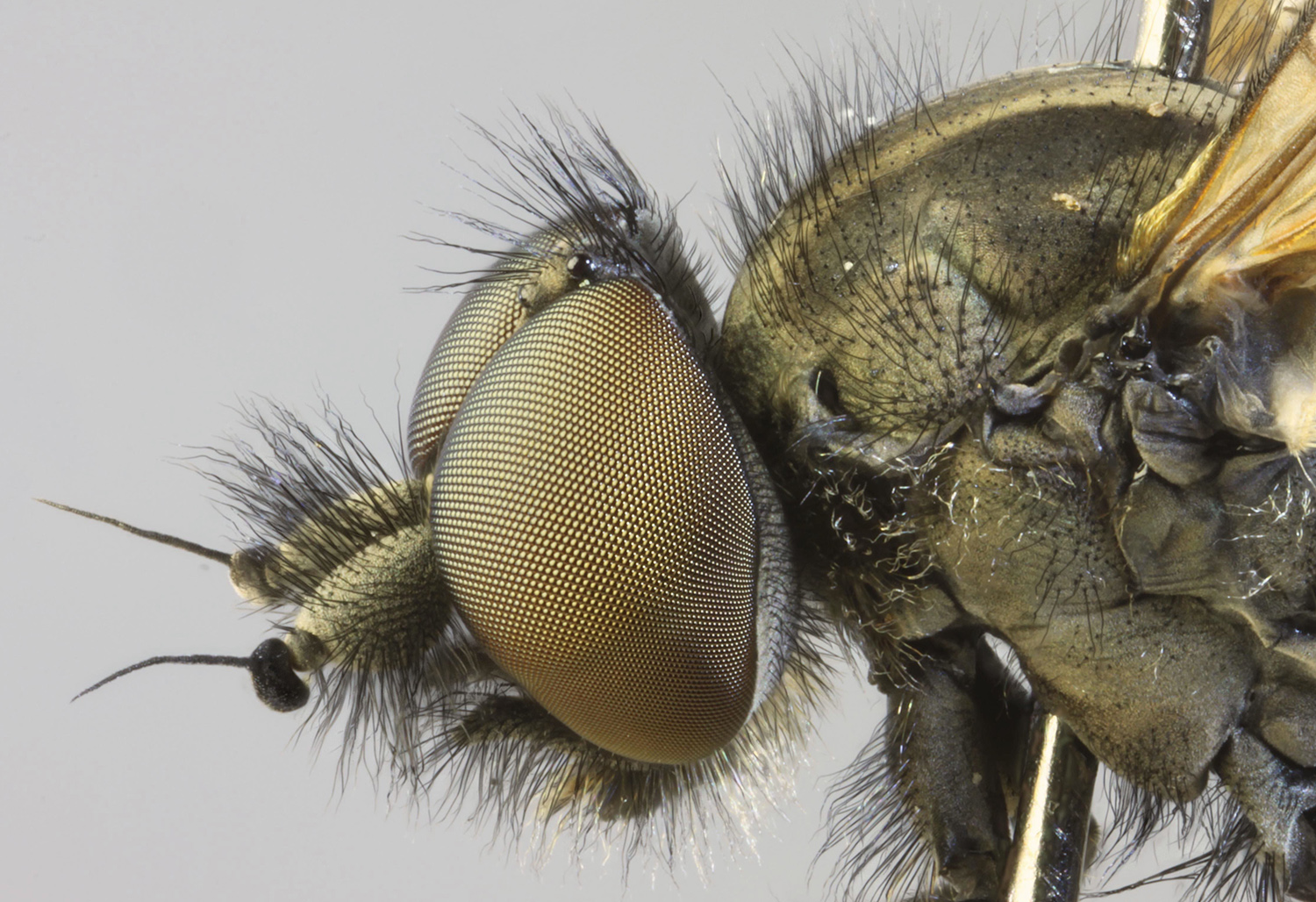
Symphoromyia crassicornis - détail tête et haut du thorax.
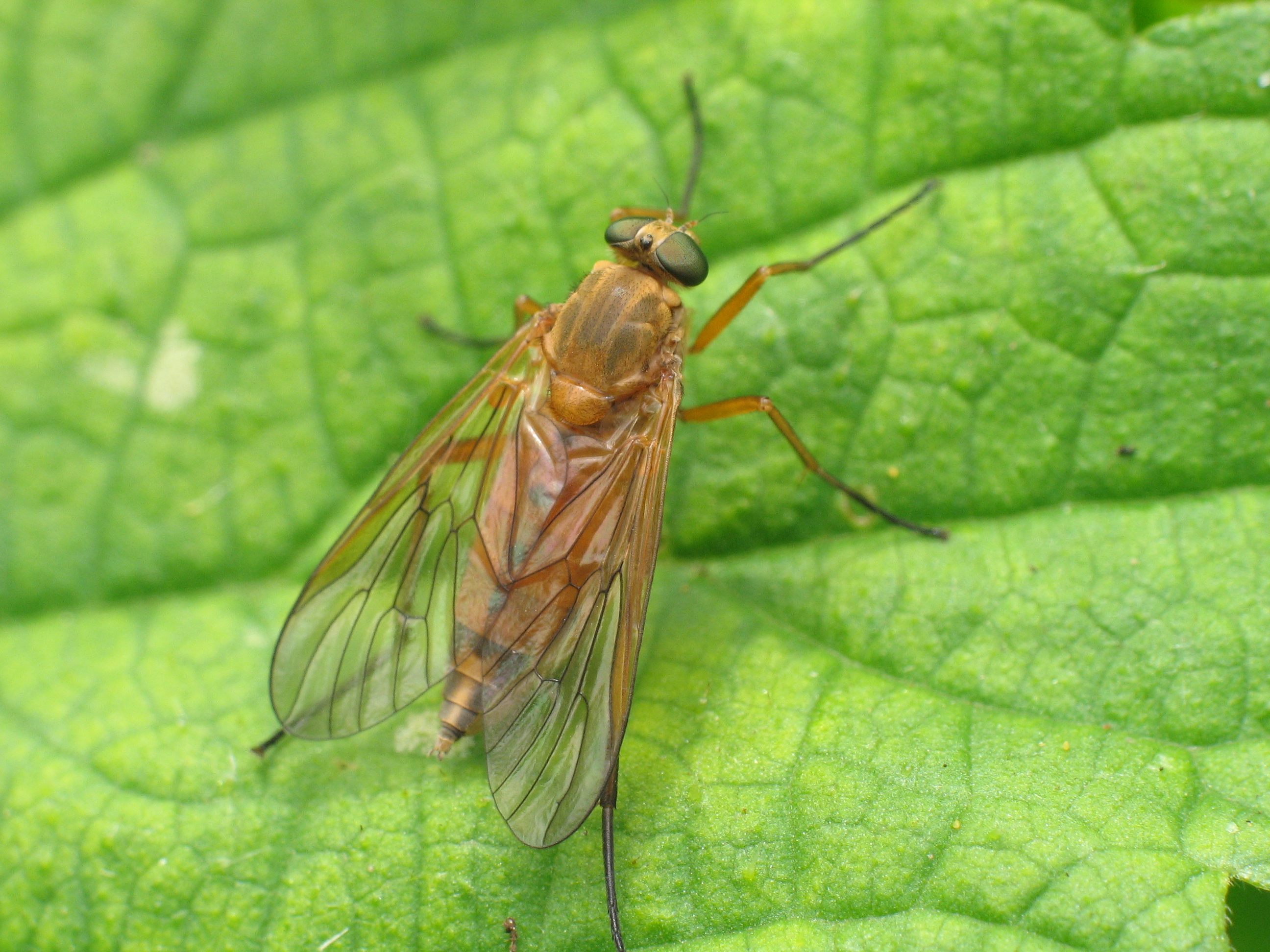
Symphoromyia immaculata.